# Unión Tepito
La Unión Tepito es un cartel  criminal de origen mexicano. Fue creado en el año de 2009 bajo la tutela de Edgar Valdez Villarreal, “La Barbie”. Su primer líder fue Francisco Javier Hernández Gómez, alias Pancho Cayagua, quien fue ejecutado en octubre de 2017 en el estacionamiento de un centro comercial en la zona de Indios Verdes, alcaldía Gustavo A. Madero de la Ciudad de México. El grupo se ha dedicado a la venta de estupefacientes, secuestro, extorsión, y homicidio.

## Ataques y actividades
El 18 de septiembre del 2019 un grupo de hombres armados disparó en contra de personas que se encontraban en un puesto de comida y botanas en la colonia Doctores, alcaldía Cuauhtémoc. Seis personas murieron y otras dos más fueron heridas, incluyendo dos menores de edad. Después de la investigación realizada por las autoridades fueron detenidas tres personas como presuntos responsables del multihomicidio.
En julio del 2020 tras el arresto de “El Betito”, uno de los líderes de La Unión de Tepito, presuntamente confesó que lavó dinero para programas como Enamorándonos y Acapulco Shore, esta información habría sido difundida tras su traslado a un penal federal de máxima seguridad, junto a Manuel Ortega, “El Lunares” y David García, “El Pistache”, otros líderes del grupo criminal que mantiene operaciones en la capital del país. El grupo cuenta con la particularidad de poseer células conformadas únicamente por mujeres.
El 5 de noviembre del 2020 son abandonados los restos de dos menores de edad que fueron descuartizados, cuyos restos fueron abandonados en cajas movidas en un "diablito". Los menores de nombre Yair (12 años) y Héctor Efraín (14 años), fueron vistos por última vez afuera de la vecindad donde vivían, el martes 27 de octubre. La jefa de gobierno Claudia Sheinbaum confirmó que había detenidos por el caso de niños descuartizados en el Centro Histórico. El asesinato más tarde se confirmó que fue relacionado por narcomenudeo, estremeciendo a la opinión pública, en especial por la saña vista en la ejecución. También es conocido que La Unión usa a menores de edad para perpetrar actividades delictivas, tal como el caso de Dyron Alejandro, un menor de edad de 16 años que después de haber cumplido una sentencia en una correccional juvenil por roba a mano armada fue asesinado a balazos junto a su compañero, también miembro del cártel.
A principios de marzo las autoridades trasladaron a varios miembros de La Unión y del Cártel de Tláhuac a diferente prisiones federales alrededor del país, esto según expertos por la incapacidad de las autoridades de controlar a los integrantes de estas organizaciones en un mismo centro penitenciario. El 10 de marzo de 2021 fue asesinado  Alexis Martínez alias "El Alexis", socio de la Unión Tepito y conocido clonador de tarjetas bancarias, fue asesinado por un sicario que se disfrazó de repartidor de comida en Zapopan, Jalisco. El ataque también dejó una persona herida sin identificar.
El 17 de febrero del 2022, el secretario de Seguridad Ciudadana de la Ciudad de México, Omar García Harfuch mencionó en un comunicado de prensa, que las autoridades confirmaron la detención de 64 miembros de la Unión Tepito, registrándose la mayoría de las detenciones en las alcaldías de Cuauhtémoc y Venustiano Carranza. El jefe de seguridad afirmó que la organización criminal se encontraba debilitada, operando como un conjunto de células y no como un cártel organizado. Entre los detenidos por las operaciones realizadas por las autoridades se encontraba Giovanni N alias "El Chicharo", líder de una célula del grupo.

## Arrestos
El 22 de octubre del 2019, se encontró una base de operaciones de este grupo criminal en donde tenían instalado un altar que contenía cráneos humanos, máscaras demoníacas, crucifijos, estatuillas y varios palos de madera. El altar pertenece a la religión Palo Mayombe, usada por los criminales para "protección" de los operativos realizados por las fuerzas de seguridad. Además fue encontrado un feto dentro de un frasco, según la Jornada.
El 25 de noviembre de 2019, cuando fue detenido Eduardo Clemente, “El Bandido” o también llamado "Cara Puerca" fue arrestado junto a cinco cómplices, a quienes se les acusó de los delitos de homicidio, secuestro, extorsión y distribución de drogas. Los arrestaron en la alcaldía Miguel Hidalgo. Según la Secretaría de Seguridad Ciudadana, bajo el mando Omar García Harfuch, mencionó que ha debilitado al cartel la Unión Tepito, pues han detenido a 25 integrantes de la célula delictiva, en la que destacan sicarios, extorsionadores y principales cabecillas.
Antes de que terminara el 2019, el 31 de diciembre, elementos de la Policía de Investigación de la Fiscalía General de Justicia declaró que desmantelaron una célula perteneciente al grupo delictivo, encabezado por Miguel González Martínez, “El Perro”. González Martínez es señalado como el principal generador de violencia de las alcaldías Venustiano Carranza y Azcapotzalco, encargado de la venta de drogas, así como de la extorsión a vendedores fijos y semifijos en esas demarcaciones. Uno de los golpes más fuertes, fue la captura de Óscar Andrés Flores, “El Lunares”, quien fue detenido en un operativo conjunto entre el gobierno del estado de Hidalgo, la Secretaría de Marina, la FGJ de la Ciudad de México y la SSC. Las autoridades también arrestaron a 8 integrantes de la banda de “El Lunares”, entre los que se encuentra un joven de 22 años, a quien las autoridades identifican como Dylan Jair L, jefe de sicarios imputado en por lo menos media docena de homicidios dolosos, Durante el operativo, donde participaron elementos de la Policía de Investigación, varios “vecinos” intentaron evitar la detención de los ocho sujetos.
 El 31 de enero, las autoridades ordenaron la liberación de "El Lunares".
Ramiro, “El Hormiga”, identificado por las autoridades capitalinas como el principal responsable de las extorsiones a los comerciantes del primer cuadro de la Ciudad, y como el principal surtidor de drogas en los corredores Roma-Condesa, la Zona Rosa y Polanco. Se sabe que este líder criminal se ha hecho varias cirugías estéticas para evitar detenciones, pero se le ha visto pasear en autos de lujo en el primer cuadro de la Ciudad.
A dicha captura se suma la detención del martes pasado de Andrés Munera, “El Colocho” o “El Colombo”, colombiano que es acusado de ser uno de los miembros más violentos y sanguinarios de la organización criminal, pues se le imputa la orden de asesinar a una docena de personas de noviembre pasado a la fecha. Roberto Moyado Esparza, “El Betito”, líder de La Unión de Tepito y principal generador de violencia en la metrópoli, fue detenido por elementos de la Policía Federal, en el pueblo Santo Tomás Ajusco, en Tlalpan, en un domicilio que aparentemente era su casa de seguridad. David “N”, “El Pistache”, sucesor de “El Betito” en la estructura criminal de la Unión de Tepito, desde que empezó a ascender en su carrera criminal buscó un perfil diferente; aparentaba ser un júnior, empresario del ramo restaurantero y de buena familia. Miembros de las fuerzas de seguridad detuvieron en el Estado de México a Brayan Mauricio "N" alias “El Pozoles”, identificado como uno de los líderes de la Unión Tepito y a quien se le vincula con el homicidio de la venezolana Kenny Finol.
Sin embargo, a pesar de todas las detenciones y estructuras que se han desactivado, se dice que “El Buzz” y “La Chofis”, una mujer de baja estatura, complexión media y cabello teñido de rubio, de entre 35 y 40 años, serían los nuevos líderes de la Unión Tepito.
El 11 de diciembre del mismo año, fue arrestado en la Delegación Cuauhtémoc Dilan Alexis "N" alías "La Madrasta", por ser presunto responsable del delito de extorsión.
El 18 de diciembre del mismo año es arrestada en un domicilio en Tecámac, Estado de México, Itati "N" la hija de Roberto Moyado Esparza alias "El Betito", líder de la Unión Tepito. Posteriormente quedó resguardada en el penal femenil de Santa Martha Acatitla. Itati "N" fue detenida por haber sido la perpetradora del homicidio de su exnovio, un joven de 17 años del cual no se reveló su identidad. Días después el 21 de diciembre fue arrestado Sebastían "N" alías "El Güero Pimentel", líder de la Unión Tepito en Netzahualcoyotl, siendo detenido por efectivos de la Guardia Nacional y la Fiscalía General de Justicia del Estado de México, por delitos contra la salud, tráfico de drogas y robo a mano armada.
El 24 de noviembre del 2020 es arrestado Dionisio Flores Valle, alias “Nicho”, padre de Oscar Andrés Flores Ramírez, alias “El Lunares”, cabecilla del Cártel de la Unión Tepito. "El Nicho" es señalado como uno de los principales operadores financiero  y responsable de la coordinación de la distribución de droga para la organización criminal.
El 15 de enero del 2021 fue detenido Miguel Martin Gomez alías "El Maicol", extorsionador del cártel, al ser responsable de delitos contra la salud, robo a mano armada, portación de arma de fuego y cohecho. Días antes habían sido arrestados siete miembros del grupo criminal en un operativo en el centro de la Ciudad de México. El 29 de enero es arrestado Juan Carlos Villarreal Hernández, alias "El Dólar" presunto integrante de la Unión Tepito por su responsabilidad en la venta y distribución de droga. El 26 de febrero del mismo año es arrestado Gustavo "N" alías "EL Bart". arrestado inicialmente por una riña entre policías y vecinos, aunque después se reveló que el detenido es señalado por la presunta venta de armas y droga en la zona. En los primeros meses del 2021 se han arrestado a más de cincuenta miembros del grupo. El 17 de marzo es arrestada  Diana Sánchez Barrios, acusada de los delitos de extorsión y robo agravado en pandilla, además de ser investigada por sus presuntos nexos con la Unión Tepito, se dio a conocer cuál era su presunta participación con este grupo delictivo. La entonces líder de una organización representante de comerciantes del centro histórico y candidata por  la alianza “Va por México”, integrada por los partidos PAN-PRI-PRD, a la alcaldía en la delegación de Cuauhtémoc, supuestamente ayudó al cártel a legalizar predios, además de ofrecer dinero a la banda a cambio de su protección. Durante los días posteriores del arresto, varios vendedores ambulantes se manifestaron exigieron la liberación de la mujer, detenida por los delitos de extorsión y robo.
El 6 de febrero del 2022 la alcaldía de Cuauhtémoc es arrestado Josué Ramón Medina, alias El Pollo, líder de la célula delictiva "Los Sinaloas", ligadas a la Unión, así como cinco delincuentes más. Las autoridades confirmaron durante las primeras horas del 24 de mayo, fueron detenidos 7 miembros de una célula delictiva, una de las principales generadoras de violencia, siendo señalados por delitos como homicidios y extorsión (en la modalidad de cobro de piso), además de la distribución de estupefacientes. Horas antes fue arrestado Juan Manuel, "El Kalusha", hermano de Roberto Erasmo, "El Robert", cabecilla de La Unión Tepito, así como su pareja. Los detenidos tenían en su posesión 187 bolsitas de mariguana, 81 de cocaína, una báscula y dinero en efectivo. Los detenidos también fueron señalados por hechos de violencia ocurridos durante un concierto de Ska semanas atrás, que dejó a varias personas heridas (incluyendo al vocalista del grupo "Maskatesta").